# Karol Miklosz
Karol Miklosz, ukr. Карло Владиславович Мікльош – Karło Władysławowycz Miklosz (ur. 21 czerwca 1915 we Lwowie, zm. 31 maja 2003 tamże) – ukraiński piłkarz występujący na pozycji napastnika, sędzia i działacz piłkarski.

## Kariera piłkarska

### Kariera klubowa
W 1932 rozpoczął karierę piłkarską w składzie Ukrainy Lwów, w którym do osiągnięcia pełnoletniości występował pod nazwiskiem Klosz. W czasie okupacji Lwowa przez wojska radzieckie został piłkarzem klubu Obłspożywspiłka Lwów. Po wkroczeniu wojsk niemieckich powrócił do Ukrainy Lwów. Po wojnie został piłkarzem Dynama Lwów. W 1946 przeniósł się do Spartaka Lwów. Zakończył karierę piłkarską w zespole Łokomotyw Lwów.

## Kariera zawodowa
Po zakończeniu kariery zawodniczej pracował jako sędzia piłkarski. W latach 1955–1959 oraz 1960–1968 pełnił funkcji Przewodniczącego Związku Piłki Nożnej w obwodzie lwowskim. W latach 1968–1972 obejmował stanowisko dyrektora Karpat Lwów, z którym w 1969 zdobył Puchar ZSRR. Od 1990 do 1992 pracował na stanowisku prezesa Karpat. Z jego inicjatywy lwowski stadion zmienił nazwę na Ukraina.

## Sukcesy i odznaczenia

### Sukcesy klubowe
- wicemistrz Polskiej okręgowej A-Klasy: 1937, 1938, 1939
- zdobywca Pucharu Prezydenta Rzeczypospolitej Polskiej: 1938
- mistrz Galicji: 1942

### Odznaczenia
- Honorowe Obywatelstwo Miasta Lwowa (1996)